# Wegelin & Co.
Wegelin & Co. es el banco más antiguo de Suiza. La oficina central está en San Galo, sus otras representaciones se encuentran en Zúrich, Berna, Lausana, Lugano, Schaffhausen, Basilea y Ginebra.

## Historia y cronología

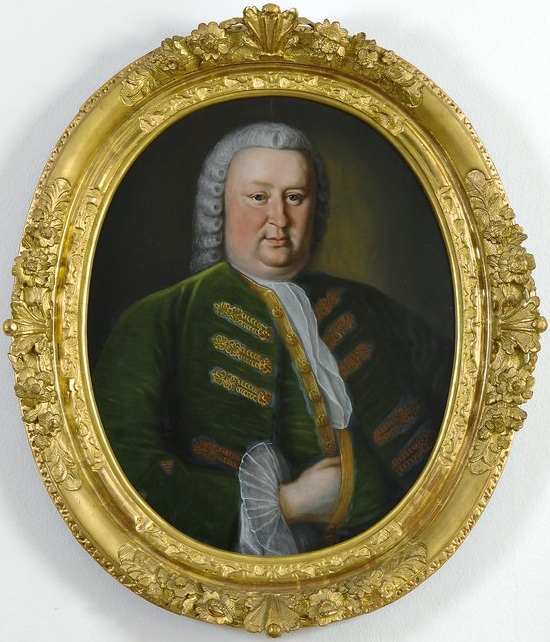
Caspar Zyli, fundador de Wegelin & Co.

Caspar Zyli (1717-1758) funda el 1 de marzo de 1741 la compañía en San Galo. A principios del siglo XIX se construye el edificio "Nothveststein" (1802), sede oficial del banco.
En 1893 el banco cambia su estatus legal a sociedad en comandita, es decir, aquella que se caracteriza por tener dos tipos de socios: los comanditarios que aportan capital y no gestionan la empresa, y los colectivos, que intervienen directa y continuamente en la dirección de la compañía. La responsabilidad patrimonial de unos y otros es diferente.
En 1909, publicación del primer "comentario de inversiones"; boletín conocido como una de las publicaciones más originales en el mercado. En 1998 es el primer banco privado en certificar las normas ISO 9001.
En los primeros años del nuevo milenio ha aumentado su presencia en Suiza, abriendo sucursales en Lugano (2000), Berna (2002), Lausana (2004) Schaffhausen (2005), Ginebra (2007) y Locarno (2007).

## Estructura del banco
Dentro los socios con responsabilidad ilimitada se encuentran Dr. Otto Bruderer, Dr. Konrad Hummler, Dr. Steffen Tolle, Ing. Michele Moor y Dr. Magne Orgland. 